# Palliduphantes cebennicus
Espèce
Synonymes
- Lepthyphantes cebennicus Simon, 1929

Palliduphantes cebennicus est une espèce d'araignées aranéomorphes de la famille des Linyphiidae.

## Distribution
Cette espèce est endémique de France.

## Étymologie
Son nom d'espèce lui a été donné en référence au lieu de sa découverte, les Cévennes.

## Publication originale
- Simon, 1929 : Les arachnides de France. Synopsis générale et catalogue des espèces françaises de l'ordre des Araneae, 3e partie. Paris, vol. 6, p. 533-772.